# Afonso Costa

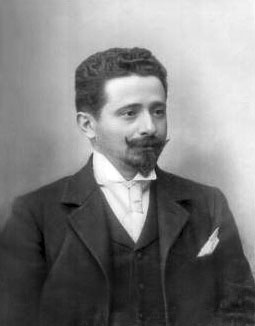
Afonso Costa

Afonso Augusto da Costa (* 6. März 1871 in Seia; † 11. Mai 1937 in Paris), oft auch einfach nur  Afonso Costa genannt, war ein portugiesischer Rechtsanwalt, Universitätsprofessor und Politiker. Als Vorsitzender der Demokratischen Partei war er einer der wichtigsten Politiker der ersten Republik. Er war Justizminister, mehrfach Finanzminister, kurzzeitig Außenminister und insgesamt dreimal Regierungschef seines Landes.

## Leben
Afonso Costa studierte Jura an der Universität Coimbra. 1895 promovierte er, seine Dissertation „Die Kirche und die soziale Frage“ (A igreja e a questão social) kritisierte heftig die Enzyklika Rerum Novarum von Papst Leo XIII., die nur kurze Zeit vorher – 1891 – veröffentlicht worden war und als Grundlage der katholischen Soziallehre gilt. Hier deutete sich bereits der Antiklerikalismus an, der später zu einem bedeutenden Antrieb für da Costa werden sollte.
Afonso Costa war bereits in den Zeiten der Monarchie politisch tätig, er war einer der wenigen Abgeordneten der durch das damalige Wahlrecht benachteiligten Republikaner. Nach dem Sturz der Monarchie 1910 trat er als Justizminister in die provisorische Regierung des Teófilo Braga ein.
Die Zeit nach dem Ende der Monarchie ist durch einen militanten Antiklerikalismus gekennzeichnet, dessen herausragender Vertreter Afonso da Costa war, der die katholische Kirche als eine Stütze des Ancien Régime und ein Hindernis für die moderne Entwicklung des Landes ansah. Das Verhältnis zwischen der neuen Republik und der Kirche wurde zu einem dominierenden Thema der politischen Auseinandersetzung in den ersten Jahren der Republik. Als Justizminister initiierte Afonso Costa eine Reihe antiklerikaler Gesetze, so das Gesetz, mit dem die Jesuiten zum zweiten Mal in der Geschichte des Landes aus Portugal vertrieben wurden, die Aufhebung aller religiöser Orden verfügt wurde und besonders das „Gesetz der Trennung“ (lei da separação), mit der die radikale Trennung von Staat und Kirche angeordnet wurde. Geistlichen war sogar das Tragen religiöser Kleidung in der Öffentlichkeit verboten. Afonso Costa wurde als Personifizierung der antiklerikalen Strömungen jener Zeit angesehen und erhielt den Spottnamen „Mata-Frades“ (Mönchs-Killer).
Die antiklerikale Politik da Costas blieb auch im republikanischen Lager nicht ohne Widerspruch und war einer der Gründe dafür, dass die Portugiesisch Republikanische Partei, die Nachfolgepartei der alten Republikaner aus den Zeiten der Monarchie, sich schließlich 1912 spaltete. Die Evolutionisten (liberal, Mitte-rechts) und die Unionisten (konservativ) verließen die Partei, der verbleibende linksliberale Flügel (jetzt meistens Demokratische Partei (PD) genannt), hatte Afonso Costa als unbestrittenen Führer.
Nach dem Scheitern der Regierung Duarte Leite ernannte Präsident Arriaga Afonso Costa am 9. Januar 1913 zum ersten Mal zum Ministerpräsidenten. Diese erste Regierung da Costa blieb ein Jahr im Amt, bei der notorischen politischen Instabilität der ersten Republik bereits eine bemerkenswerte Leistung. Da Costa erreichte in dieser Zeit eine erste Stabilisierung der chronisch defizitären portugiesischen Staatsfinanzen. Am 9. Januar 1914 endete die erste Regierung Afonso Costa. Erneut war er vom 29. November 1915 bis zum 16. März 1916 Regierungschef, während dieser Zeit hatte er gleichzeitig den Posten des Finanzministers inne. Während der zweiten Regierungszeit da Costas bestimmte die Frage, ob Portugal sich an der Seite der Entente am Ersten Weltkrieg beteiligen sollte, die politische Diskussion des Landes. Da Costa war für eine portugiesische Teilnahme am Krieg, auf seinen Befehl hin wurden im Februar 1916 deutsche Handelsschiffe in portugiesischen Häfen beschlagnahmt, das Deutsche Reich erklärte Portugal daraufhin den Krieg.
Nach Eintritt Portugals in den Krieg wurde eine große Koalition zwischen Demokraten und Evolutionisten gebildet (sog. „Regierung der geheiligten Einheit“ – governo da sagrada união), da man in Kriegszeiten die Notwendigkeit einer stabileren Regierung sah. Ministerpräsident dieser großen Koalition wurde am 16. März 1916 der Evolutionist António José de Almeida. Da Costa trat deshalb als Ministerpräsident zurück, blieb jedoch als Finanzminister im Kabinett, wo er als Führer der größten die Regierung tragenden Partei einen entscheidenden Einfluss ausübte. Am 25. April 1917 endete die „Heilige Einheit“, da Costa wurde erneut, nunmehr zum dritten Mal, Regierungschef seines Landes unter Beibehaltung des Amtes des Finanzministers. Die neue Regierung bestand nur aus Mitgliedern der Demokraten und ihnen nahestehenden Parteilosen, die Evolutionisten tolerierten jedoch die Regierung.
Die dritte Amtszeit da Costas war von Korruptionsvorwürfen gekennzeichnet, man warf ihm u. a. vor, seine eigene Anwaltskanzlei zu bevorzugen und sich zu weigern, dem Parlament darüber Rechenschaft abzulegen. Es kam zu gewalttätigen Demonstrationen gegen die Regierung mit Todesopfern – da Costa rief schließlich am 12. Juni den Ausnahmezustand aus.
Der Militärputsch des Sidónio Pais beendete die Zeit da Costas als Ministerpräsident. Er musste am 8. Dezember 1917 nach Frankreich ins Exil gehen.
Nach Ende der „Neuen Republik“ (República Nova) des Sidónio Pais und Wiederherstellung verfassungsmäßiger Zustände in Portugal vertrat er sein Land bei der Pariser Friedenskonferenz 1919 und unterzeichnete für Portugal den Versailler Vertrag.
Er wurde noch zweimal, 1922 und 1923, gebeten, erneut die Regierung zu übernehmen, lehnte derartige Ansinnen jedoch ab. Nachdem die erste Republik durch den Putsch vom 28. Mai 1926 beendet wurde, ging er erneut ins Exil nach Paris, wo er als ausgesprochener Kritiker und Gegner der Salazar-Diktatur galt. Er verstarb schließlich 1937 in seinem französischen Exil.